# Campeonato Mundial de Baloncesto Sub-22 Masculino de 1993
La primera edición del Campeonato Mundial de Baloncesto Sub-22 Masculino se realizó del 22 al 31 de julio de 1993 en las ciudades de Burgos, Palencia y Valladolid, España.
Estados Unidos logró el título de manera invicta con un récord de 8-0.

## Primera fase

### Grupo A
| Equipo         | PJ | PG | PP | TF  | TC  | Pts |
| -------------- | -- | -- | -- | --- | --- | --- |
| Estados Unidos | 5  | 5  | 0  | 460 | 337 | 10  |
| Francia        | 5  | 4  | 1  | 358 | 359 | 9   |
| Italia         | 5  | 3  | 2  | 411 | 347 | 8   |
| España         | 5  | 2  | 3  | 384 | 394 | 7   |
| Angola         | 5  | 1  | 4  | 313 | 418 | 6   |
| Corea del Sur  | 5  | 0  | 5  | 410 | 481 | 5   |

| 22 de julio de 1993 | Italia                            | 63–67       | Francia                         |  |  |
|                     |                                   |             |                                 |  |  |
|                     | Estadísticas Alessandro De Pol 11 | Reporte Pts | Estadísticas 17 Laurent Sciarra |  |  |

| 22 de julio de 1993 | España                               | 62–89       | Estados Unidos                     |  |  |
|                     |                                      |             |                                    |  |  |
|                     | Estadísticas José Antonio Paraíso 22 | Reporte Pts | Estadísticas 19 Corliss Williamson |  |  |

| 22 de julio de 1993 | Angola                             | 75–72       | Corea del Sur                  |  |  |
|                     |                                    |             |                                |  |  |
|                     | Estadísticas Justino Victoriano 32 | Reporte Pts | Estadísticas 26 Moon Kyung-Eun |  |  |

| 23 de julio de 1993 | Estados Unidos                | 74–71       | Italia                                           |  |  |
|                     |                               |             |                                                  |  |  |
|                     | Estadísticas Wesley Person 20 | Reporte Pts | Estadísticas 13 Gregor Fučka, Alessandro Frosini |  |  |

| 23 de julio de 1993 | Corea del Sur                  | 92–109      | España                                                                             |  |  |
|                     |                                |             |                                                                                    |  |  |
|                     | Estadísticas Moon Kyung-Eun 31 | Reporte Pts | Estadísticas 16 José Miguel Hernández, José Antonio Paraíso, Alfonso Reyes Cabanas |  |  |

| 23 de julio de 1993 | Angola                                    | 54–73       | Francia                           |  |  |
|                     |                                           |             |                                   |  |  |
|                     | Estadísticas Belarmino Mario Chipongue 11 | Reporte Pts | Estadísticas 14 Stéphane Risacher |  |  |

| 24 de julio de 1993 | Estados Unidos               | 94–80       | Corea del Sur                  |  |  |
|                     |                              |             |                                |  |  |
|                     | Estadísticas Stevin Smith 18 | Reporte Pts | Estadísticas 35 Moon Kyung-Eun |  |  |

| 24 de julio de 1993 | Francia                         | 72–71       | España                            |  |  |
|                     |                                 |             |                                   |  |  |
|                     | Estadísticas Laurent Sciarra 20 | Reporte Pts | Estadísticas 18 José Luis Galilea |  |  |

| 24 de julio de 1993 | Italia                            | 84–55       | Angola                       |  |  |
|                     |                                   |             |                              |  |  |
|                     | Estadísticas Flavio Portaluppi 19 | Reporte Pts | Estadísticas 14 Silvio Lemos |  |  |

| 25 de julio de 1993 | Francia                         | 60–97       | Estados Unidos               |  |  |
|                     |                                 |             |                              |  |  |
|                     | Estadísticas Franck Meriguet 11 | Reporte Pts | Estadísticas 16 Stevin Smith |  |  |

| 25 de julio de 1993 | España                               | 83–65       | Angola                       |  |  |
|                     |                                      |             |                              |  |  |
|                     | Estadísticas José Antonio Paraíso 21 | Reporte Pts | Estadísticas 14 Silvio Lemos |  |  |

| 25 de julio de 1993 | Corea del Sur                  | 92–117      | Italia                       |  |  |
|                     |                                |             |                              |  |  |
|                     | Estadísticas Moon Kyung-Eun 24 | Reporte Pts | Estadísticas 31 Gregor Fučka |  |  |

| 26 de julio de 1993 | Angola                       | 64–106      | Estados Unidos               |  |  |
|                     |                              |             |                              |  |  |
|                     | Estadísticas Silvio Lemos 21 | Reporte Pts | Estadísticas 21 Stevin Smith |  |  |

| 26 de julio de 1993 | Italia                             | 76–59       | España                            |  |  |
|                     |                                    |             |                                   |  |  |
|                     | Estadísticas Alessandro Frosini 15 | Reporte Pts | Estadísticas 13 José Luis Galilea |  |  |

| 26 de julio de 1993 | Corea del Sur                  | 74–86       | Francia                     |  |  |
|                     |                                |             |                             |  |  |
|                     | Estadísticas Moon Kyung-Eun 22 | Reporte Pts | Estadísticas 23 Yann Bonato |  |  |

### Grupo B
| Equipo       | PJ | PG | PP | TF  | TC  | Pts |
| ------------ | -- | -- | -- | --- | --- | --- |
| Brasil       | 5  | 4  | 1  | 440 | 360 | 9   |
| Argentina    | 5  | 3  | 2  | 398 | 334 | 8   |
| Grecia       | 5  | 3  | 2  | 410 | 383 | 8   |
| Australia    | 5  | 3  | 2  | 344 | 337 | 8   |
| Israel       | 5  | 2  | 3  | 375 | 384 | 7   |
| China Taipéi | 5  | 0  | 5  | 262 | 431 | 5   |

| 22 de julio de 1993 | Brasil                                | 98–38       | China Taipéi                 |  |  |
|                     |                                       |             |                              |  |  |
|                     | Estadísticas André Matoso Da Silva 23 | Reporte Pts | Estadísticas 11 Ko Chien-tzu |  |  |

| 22 de julio de 1993 | Grecia                                                  | 73–75       | Israel                       |  |  |
|                     |                                                         |             |                              |  |  |
|                     | Estadísticas Demetrios Avdalas, Ahilleas Mamatziolas 16 | Reporte Pts | Estadísticas 15 Koren Amisha |  |  |

| 22 de julio de 1993 | Argentina                      | 65–53       | Australia                   |  |  |
|                     |                                |             |                             |  |  |
|                     | Estadísticas Marcelo Nicola 17 | Reporte Pts | Estadísticas 17 Brett Maher |  |  |

| 23 de julio de 1993 | Brasil                         | 83–73       | Israel                       |  |  |
|                     |                                |             |                              |  |  |
|                     | Estadísticas Rogério Klafke 18 | Reporte Pts | Estadísticas 15 Oded Kattash |  |  |

| 23 de julio de 1993 | Australia                         | 75–68       | Grecia                               |  |  |
|                     |                                   |             |                                      |  |  |
|                     | Estadísticas David James Close 24 | Reporte Pts | Estadísticas 13 Ahilleas Mamatziolas |  |  |

| 23 de julio de 1993 | China Taipéi                     | 60–94       | Argentina                      |  |  |
|                     |                                  |             |                                |  |  |
|                     | Estadísticas Hsiang Jen-cheng 14 | Reporte Pts | Estadísticas 26 Marcelo Nicola |  |  |

| 24 de julio de 1993 | Australia                                      | 56–39       | China Taipéi                  |  |  |
|                     |                                                |             |                               |  |  |
|                     | Estadísticas David James Close, David Stiff 17 | Reporte Pts | Estadísticas 16 Lo Shin-liang |  |  |

| 24 de julio de 1993 | Grecia                                                     | 95–91       | Brasil                                |  |  |
|                     |                                                            |             |                                       |  |  |
|                     | Estadísticas Evangelos Logothetis, Ahilleas Mamatziolas 17 | Reporte Pts | Estadísticas 18 André Matoso Da Silva |  |  |

| 24 de julio de 1993 | Israel                       | 58–82       | Argentina                   |  |  |
|                     |                              |             |                             |  |  |
|                     | Estadísticas Oded Kattash 15 | Reporte Pts | Estadísticas 23 Jorge Racca |  |  |

| 25 de julio de 1993 | China Taipéi                  | 61–89       | Grecia                                                   |  |  |
|                     |                               |             |                                                          |  |  |
|                     | Estadísticas Lo Shin-liang 20 | Reporte Pts | Estadísticas 16 Konstantinos Tampakis, Nikolaos Kouvelas |  |  |

| 25 de julio de 1993 | Israel                       | 75–82       | Australia                                      |  |  |
|                     |                              |             |                                                |  |  |
|                     | Estadísticas Koren Amisha 20 | Reporte Pts | Estadísticas 15 Matthew Alexander, David Stiff |  |  |

| 25 de julio de 1993 | Argentina                   | 76–78       | Brasil                                                |  |  |
|                     |                             |             |                                                       |  |  |
|                     | Estadísticas Jorge Racca 23 | Reporte Pts | Estadísticas 21 Telmo Santos Oliveira, Rogério Klafke |  |  |

| 26 de julio de 1993 | China Taipéi                  | 64–94       | Israel                          |  |  |
|                     |                               |             |                                 |  |  |
|                     | Estadísticas Lo Shin-liang 15 | Reporte Pts | Estadísticas 18 Yuval Ashkenazi |  |  |

| 26 de julio de 1993 | Brasil                         | 90–78       | Australia                                      |  |  |
|                     |                                |             |                                                |  |  |
|                     | Estadísticas Rogério Klafke 26 | Reporte Pts | Estadísticas 15 David James Close, Paul Rogers |  |  |

| 26 de julio de 1993 | Grecia                                | 85–81       | Argentina                   |  |  |
|                     |                                       |             |                             |  |  |
|                     | Estadísticas Konstantinos Tampakis 21 | Reporte Pts | Estadísticas 28 Jorge Racca |  |  |

## Fase final
|  | Eliminatoria del 9° al 12° | Eliminatoria del 9° al 12° |        |        | Noveno puesto       | Noveno puesto       |  |
|  | 29 de julio                | 29 de julio                |        |        | 30 de julio         | 30 de julio         |  |
|  |                            |                            |        |        |                     |                     |  |
|  |                            |                            |        |        |                     |                     |  |
|  | China Taipéi               | 68                         |        |        |                     |                     |  |
|  | China Taipéi               | 68                         |        |        |                     |                     |  |
|  | Angola                     | 75                         |        |        |                     |                     |  |
|  | Angola                     | 75                         |        | Angola | 61                  |                     |  |
|  |                            |                            |        | Angola | 61                  |                     |  |
|  |                            |                            | Israel | 65     |                     |                     |  |
|  | Corea del Sur              | 88                         | Israel | 65     |                     |                     |  |
|  | Corea del Sur              | 88                         |        |        |                     |                     |  |
|  | Israel                     | 94                         |        |        | Decimoprimer puesto | Decimoprimer puesto |  |
|  | Israel                     | 94                         |        |        | Decimoprimer puesto | Decimoprimer puesto |  |
|  |                            |                            |        |        |                     |                     |  |
|  |                            |                            |        |        | China Taipéi        | 87                  |  |
|  |                            |                            |        |        | China Taipéi        | 87                  |  |
|  |                            |                            |        |        | Corea del Sur       | 96                  |  |
|  |                            |                            |        |        | Corea del Sur       | 96                  |  |
|  |                            |                            |        |        |                     |                     |  |

### Del 9° al 12°
| 29 de julio de 1993 | China Taipéi                                      | 68–75       | Angola                      |  |  |
|                     |                                                   |             |                             |  |  |
|                     | Estadísticas Lee Yun-hsiang, Huang Chun-hsiung 21 | Reporte Pts | Estadísticas 23 Gaspar Neto |  |  |

| 29 de julio de 1993 | Corea del Sur                  | 88–94       | Israel                       |  |  |
|                     |                                |             |                              |  |  |
|                     | Estadísticas Moon Kyung-Eun 33 | Reporte Pts | Estadísticas 27 Oded Kattash |  |  |

### Decimoprimer puesto
| 30 de julio de 1993 | China Taipéi                   | 87–96       | Corea del Sur                  |  |  |
|                     |                                |             |                                |  |  |
|                     | Estadísticas Lee Yun-hsiang 29 | Reporte Pts | Estadísticas 35 Moon Kyung-Eun |  |  |

### Noveno puesto
| 30 de julio de 1993 | Angola                         | 61–65       | Israel                       |  |  |
|                     |                                |             |                              |  |  |
|                     | Estadísticas Miguel Lutonda 14 | Reporte Pts | Estadísticas 26 Oded Kattash |  |  |

|  | Cuartos de final | Cuartos de final |                |                | Semifinales | Semifinales |        |              | Final        | Final       |  |
|  | 29 de julio      | 29 de julio      |                |                | 30 de julio | 30 de julio |        |              | 31 de julio  | 31 de julio |  |
|  |                  |                  |                |                |             |             |        |              |              |             |  |
|  |                  |                  |                |                |             |             |        |              |              |             |  |
|  | España           | 73               |                |                |             |             |        |              |              |             |  |
|  | España           | 73               |                |                |             |             |        |              |              |             |  |
|  | Brasil           | 77               |                |                |             |             |        |              |              |             |  |
|  | Brasil           | 77               |                | Brasil         | 83          |             |        |              |              |             |  |
|  |                  |                  |                | Brasil         | 83          |             |        |              |              |             |  |
|  |                  |                  | Francia        | 91             |             |             |        |              |              |             |  |
|  | Grecia           | 66               | Francia        | 91             |             |             |        |              |              |             |  |
|  | Grecia           | 66               |                |                |             |             |        |              |              |             |  |
|  | Francia          | 86               |                |                |             |             |        |              |              |             |  |
|  | Francia          | 86               |                |                |             |             |        | Francia      | 73           |             |  |
|  |                  |                  |                |                |             |             |        | Francia      | 73           |             |  |
|  |                  |                  | Estados Unidos | 87             |             |             |        |              |              |             |  |
|  | Australia        | 56               | Estados Unidos | 87             |             |             |        |              |              |             |  |
|  | Australia        | 56               |                |                |             |             |        |              |              |             |  |
|  | Estados Unidos   | 82               |                |                |             |             |        |              |              |             |  |
|  | Estados Unidos   | 82               |                | Estados Unidos | 85          |             |        | Tercer lugar | Tercer lugar |             |  |
|  |                  |                  |                | Estados Unidos | 85          |             |        | Tercer lugar | Tercer lugar |             |  |
|  |                  |                  | Italia         | 72             |             |             |        |              |              |             |  |
|  | Italia           | 74               | Italia         | 72             |             |             | Brasil | 79           |              |             |  |
|  | Italia           | 74               |                |                |             |             | Brasil | 79           |              |             |  |
|  | Argentina        | 68               |                |                |             |             |        |              | Italia       | 76          |  |
|  | Argentina        | 68               |                |                |             |             |        |              | Italia       | 76          |  |
|  |                  |                  |                |                |             |             |        |              |              |             |  |

### Cuartos de final
| 29 de julio de 1993 | Grecia                             | 66–86       | Francia                     |  |  |
|                     |                                    |             |                             |  |  |
|                     | Estadísticas George Ballogannis 16 | Reporte Pts | Estadísticas 20 Yann Bonato |  |  |

| 29 de julio de 1993 | Italia                           | 74–68       | Argentina                      |  |  |
|                     |                                  |             |                                |  |  |
|                     | Estadísticas Alessandro Abbio 16 | Reporte Pts | Estadísticas 20 Marcelo Nicola |  |  |

| 29 de julio de 1993 | España                         | 73–77       | Brasil                         |  |  |
|                     |                                |             |                                |  |  |
|                     | Estadísticas Roger Esteller 17 | Reporte Pts | Estadísticas 23 Rogério Klafke |  |  |

| 29 de julio de 1993 | Australia                                                | 56–82       | Estados Unidos                             |  |  |
|                     |                                                          |             |                                            |  |  |
|                     | Estadísticas Christopher Patrick Carroll, David Stiff 12 | Reporte Pts | Estadísticas 16 Wesley Person, Eddie Jones |  |  |

|  | Eliminatoria del 5° a 8° | Eliminatoria del 5° a 8° |        |           | Quinto puesto | Quinto puesto |  |
|  | 30 de julio              | 30 de julio              |        |           | 31 de julio   | 31 de julio   |  |
|  |                          |                          |        |           |               |               |  |
|  |                          |                          |        |           |               |               |  |
|  | Australia                | 59                       |        |           |               |               |  |
|  | Australia                | 59                       |        |           |               |               |  |
|  | Argentina                | 69                       |        |           |               |               |  |
|  | Argentina                | 69                       |        | Argentina | 81            |               |  |
|  |                          |                          |        | Argentina | 81            |               |  |
|  |                          |                          | Grecia | 83        |               |               |  |
|  | España                   | 69                       | Grecia | 83        |               |               |  |
|  | España                   | 69                       |        |           |               |               |  |
|  | Grecia                   | 73                       |        |           | Octavo puesto | Octavo puesto |  |
|  | Grecia                   | 73                       |        |           | Octavo puesto | Octavo puesto |  |
|  |                          |                          |        |           |               |               |  |
|  |                          |                          |        |           | Australia     | 76            |  |
|  |                          |                          |        |           | Australia     | 76            |  |
|  |                          |                          |        |           | España        | 89            |  |
|  |                          |                          |        |           | España        | 89            |  |
|  |                          |                          |        |           |               |               |  |

### Del 5° al 8°
| 30 de julio de 1993 | Australia                         | 59–69       | Argentina                    |  |  |
|                     |                                   |             |                              |  |  |
|                     | Estadísticas David James Close 14 | Reporte Pts | Estadísticas 17 Gabriel Díaz |  |  |

| 30 de julio de 1993 | España                            | 69–73       | Grecia                                |  |  |
|                     |                                   |             |                                       |  |  |
|                     | Estadísticas José Luis Galilea 15 | Reporte Pts | Estadísticas 20 Tzanis Stavrakopoulos |  |  |

### Séptimo puesto
| 31 de julio de 1993 | Australia                         | 76–89       | España                                |  |  |
|                     |                                   |             |                                       |  |  |
|                     | Estadísticas David James Close 23 | Reporte Pts | Estadísticas 25 Alfonso Reyes Cabanas |  |  |

### Quinto puesto
| 31 de julio de 1993 | Argentina                      | 81–83       | Grecia                                |  |  |
|                     |                                |             |                                       |  |  |
|                     | Estadísticas Marcelo Nicola 19 | Reporte Pts | Estadísticas 24 Tzanis Stavrakopoulos |  |  |

### Semifinales
| 30 de julio de 1993 | Brasil                         | 83–91       | Francia                     |  |  |
|                     |                                |             |                             |  |  |
|                     | Estadísticas Rogério Klafke 22 | Reporte Pts | Estadísticas 22 Yann Bonato |  |  |

| 30 de julio de 1993 | Estados Unidos              | 85–72       | Italia                           |  |  |
|                     |                             |             |                                  |  |  |
|                     | Estadísticas Eddie Jones 18 | Reporte Pts | Estadísticas 19 Alessandro Abbio |  |  |

### Tercer puesto
| 31 de julio de 1993 | Brasil                         | 79–76       | Italia                       |  |  |
|                     |                                |             |                              |  |  |
|                     | Estadísticas Rogério Klafke 18 | Reporte Pts | Estadísticas 17 Gregor Fučka |  |  |

### Final
| 31 de julio de 1993 | Francia                     | 73–87       | Estados Unidos                |  |  |
|                     |                             |             |                               |  |  |
|                     | Estadísticas Yann Bonato 21 | Reporte Pts | Estadísticas 14 Wesley Person |  |  |

| Bandera de Estados Unidos |
| Campeón Estados Unidos    |
| Primer título             |